# Dimos Orchomenos
Dimos Orchomenos (Orchomenos) är en kommun i Grekland.   Den ligger i prefekturen Nomós Voiotías och regionen Grekiska fastlandet, i den centrala delen av landet, 80 km nordväst om huvudstaden Aten. Antalet invånare är 13 032.